# 桔山街道
桔山街道，是中华人民共和国贵州省黔西南布依族苗族自治州兴义市下辖的一个乡镇级行政单位。

## 行政区划
桔山街道下辖以下地区：
碧云社区、丰源社区、富兴社区、金桔社区、笔山社区、滴水社区、新场社区、双朝村、酸枣村、峡谷村、桔园村、三和村和民航村。